# Belița, Silistra
Belița (în bulgară Белица, în română Belica) este un sat în comuna Tutrakan, regiunea Silistra, Dobrogea de Sud, Bulgaria. 
Între anii 1913-1940 a făcut parte din plasa Turtucaia a județului Durostor, România.

## Demografie
Componența etnică a satului Belița
     Bulgari (98,98%)
     Nicio identificare (0,33%)
     Altele (0,67%)
La recensământul din 2011, populația satului Belița era de 594 locuitori. Din punct de vedere etnic, majoritatea locuitorilor (98,98%) erau bulgari. Pentru 0,33% din locuitori nu este cunoscută apartenența etnică.